# Okrug Bratislava IV
Bratislava IV je okrug u slovačkom glavnom gradu Bratislavi. Ovaj okrug obuhvaća gradske četvrti Devín, Devinsko Novo Selo (Devínska Nová Ves), Dúbravka, Karlova Ves, Lamač i Záhorská Bystrica.
Na zapadu graniči s rijekom Moravom (granica s Austrijom), na sjeveru s okrugom Malacky, na istoku s okruzima Pezinok i Bratislava III, na jugoistoku s okrugom Bratislava I, te malim dijelom s okrugom Bratislava V na jugu i opet s Austrijom uz Dunav.
Sve do 1918. područje okruga bilo je dio ugarske Požunske županije u tadašnjoj Austro-Ugarskoj.

## Stanovništvo
| Godina:     | 1993.  | 2003.   | 2013.   | 2023.    |
| ----------- | ------ | ------- | ------- | -------- |
| Broj ljudi: | 91 870 | 92 994  | 93 948  | 105 043  |
| Razlika:    |        | +1,22 % | +1,02 % | +11,80 % |

| Godina:     | 2022.   | 2023.   |
| ----------- | ------- | ------- |
| Broj ljudi: | 105 064 | 105 043 |
| Razlika:    |         | -0,01 % |